# Frank Turner
Pour les articles homonymes, voir Turner.
Francis Edward « Frank » Turner (né le 28 décembre 1981) est un chanteur de folk anglais originaire de Meonstoke, Hampshire. Il a commencé dans la musique en tant que chanteur dans le groupe post-hardcore Million Dead, puis a commencé une carrière solo à la dissolution du groupe en 2005. Il est souvent accompagné du groupe The Sleeping Souls.
Aujourd'hui, Turner a réalisé huit albums solo et trois albums de compilation. Le dernier album studio de Frank Turner s'appelle FTHC et est sorti en février 2022.

## Sleeping Souls
Il s'agit du groupe accompagnant Frank Turner dans bon nombre de ses concerts ainsi que durant ses albums studios (nommé d'après les paroles de «I Am Disappeared») composé de:
Membres actuels
- Ben Lloyd – guitare, harmonica, mandoline
- Tarrant Anderson – basse
- Matt Nasir – piano, orgue, guitare, chœur
- Calum Green – batterie, percussion, chœur

Membres additionnels
- Cahir O'Doherty – guitare, chœur (pendant que Frank était en train de se remettre d'une grave blessure au dos)
- Dan Allen – guest guitarist, backing vocals (tournée européenne 2013)
- Felix Hagan - piano, back vocals (2017–présent)

## Discographie
Avec Million Dead

### Albums studio
- 2007 - Sleep Is for the Week
- 2008 - Love Ire & Song
- 2009 - Poetry of the Deed
- 2011 - England Keep My Bones
- 2013 - Tape Deck Heart
- 2015 - Positive Songs for Negative People
- 2018 - Be More Kind
- 2019 - No Man's Land
- 2022 - FTHC
- 2024 - Undefeated

### Compilations et Albums en public
- 2008 - The First Three Years (Compilation de reprises, inédits, Live,... période 2006-2008)
- 2011 - The Second Three Years (Compilation de reprises, inédits, Live,... période 2009-2011)
- 2012 - Take to the road (Concerts enregistrés à Londres en 2009)
- 2012 - Last Minutes & Lost Evenings (15 titres de raretés et standards)
- 2014 - The Third Three Years (Compilation de reprises, inédits, Live,... période 2012-2014)
- 2016 - Ten For Ten (Compilation de démos, Live,... période 2009-2016)
- 2017 - Songbook (Greatest Hits + Versions 2017)
- 2019 - Show 2000: Nottingham Rock City (Concert enregistré le 15/12/2016) (Frank Turner & The Sleeping Souls)
- 2020 - Live in Newcastle (Concert enregistré le 24/04/2020) (Frank Turner & The Sleeping Souls)

### Collaborations
avec Jon Snodgrass
- 2010 - Buddies
- 2020 - Buddies II: Still Buddies

## Vidéographie
- All About the Destination (22 octobre 2007)
- Take to the Road (22 mars 2010)
- Frank Turner Live From Wembley (Octobre 2012)[4]
- Show 2000 - Live in Nottingham Rock City (Décembre 2016)
- Get Better (30 juin 2017)